# Pavice
Pavice es un pueblo de la municipalidad de Bugojno, en el cantón de Bosnia Central, Bosnia y Herzegovina.

## Superficie
Posee una superficie de 5,35 kilómetros cuadrados.

## Demografía
Hasta 2013 la población era de 218 habitantes, con una densidad de población de 40,7 habitantes por kilómetro cuadrado.